# Campeonato Europeo de Biatlón de 2025
El XXXII Campeonato Europeo de Biatlón se celebró en la localidad de Martello (Italia) entre el 28 de enero y el 2 de febrero de 2025 bajo la organización de la Unión Internacional de Biatlón (IBU) y la Federación Italiana de Biatlón.

## Resultados

### Masculino
| Evento                      | Oro                                                                                                  | Plata                                                                             | Bronce                                                                              |
| --------------------------- | --- | --------------------------------------------------------------------------------- | ----------------------------------------------------------------------------------- |
| 10 km velocidad (31.01)     | Sivert Bakken · Noruega · 25:03,6                                                                    | Vetle Sjåstad Christiansen · Noruega · 25:10,2                                    | Fredrik Mühlbacher · Austria · 25:13,8                                              |
| 20 km individual (29.01)    | Isak Frey · Noruega · 54:10,7                                                                        | Fredrik Mühlbacher · Austria · 54:42,4                                            | Emil Nykvist · Suecia · 54:57,9                                                     |
| 12,5 km persecución (01.02) | Patrick Braunhofer · Italia · 34:27,2                                                                | Isak Frey · Noruega · 34:49,9                                                     | Sverre Dahlen Aspenes · Noruega · 35:04,7                                           |
| Relevos 4 × 7,5 km (02.02)  | Noruega · Vetle Sjåstad Christiansen · Sverre Dahlen Aspenes · Sivert Bakken · Isak Frey · 1:16:00,1 | Alemania · Lucas Fratzscher · Simon Kaiser · Roman Rees · David Zobel · 1:18:07,0 | Francia Théo Guiraud-Poillot Gaëtan Paturel Oscar Lombardot Rémi Broutier 1:18:36,3 |

### Femenino
| Evento                    | Oro                                                                                     | Plata                                                                             | Bronce                                                                                      |
| ------------------------- | --------------------------------------------------------------------------------------- | --------------------------------------------------------------------------------- | ------------------------------------------------------------------------------------------- |
| 7,5 km velocidad (31.01)  | Anna-Karin Heijdenberg · Suecia · 21:43,1                                               | Amandine Mengin Francia 22:32,4                                                   | Baiba Bendika Letonia 22:32,5                                                               |
| 15 km individual (29.01)  | Johanna Puff · Alemania · 47:06,4                                                       | Marlene Fichtner · Alemania · 47:15,9                                             | Anna-Karin Heijdenberg · Suecia · 47:24,4                                                   |
| 10 km persecución (01.02) | Baiba Bendika Letonia 33:54,4                                                           | Anna-Karin Heijdenberg · Suecia · 34:10,0                                         | Linda Zingerle · Italia · 34:13,6                                                           |
| Relevos 4 × 6 km (02.02)  | Alemania · Stefanie Scherer · Anna Weidel · Marlene Fichtner · Johanna Puff · 1:14:04,2 | Francia Camille Bened Sophie Chauveau Amandine Mengin Gilonne Guigonnat 1:14:26,5 | Italia · Rebecca Passler · Ilaria Scattolo · Birgit Schölzhorn · Linda Zingerle · 1:14:45,6 |

## Medallero
| Núm. | País     | Oro | Plata | Bronce | Total |
| ---- | -------- | --- | ----- | ------ | ----- |
| 1    | Noruega  | 3   | 2     | 1      | 6     |
| 2    | Alemania | 2   | 2     | 0      | 4     |
| 3    | Suecia   | 1   | 1     | 2      | 4     |
| 4    | Italia   | 1   | 0     | 2      | 3     |
| 5    | Letonia  | 1   | 0     | 1      | 2     |
| 6    | Francia  | 0   | 2     | 1      | 3     |
| 7    | Austria  | 0   | 1     | 1      | 2     |
|      | TOTAL    | 8   | 8     | 8      | 24    |